# Radio Nadzieja
Radio Nadzieja – polska stacja radiowa, którą poprzez Centrum Edukacji Medialnej SpesMediaGroup zarządza diecezja łomżyńska. Nadaje oficjalnie od 6 stycznia 2002 r. Swój profil rozgłośnia określa jako Soft Adult Contemporary, ze znacznym udziałem audycji religijnych, których ilość zmniejszyła się jednak na przestrzeni lat.

## Historia
Powstanie rozgłośni ma bezpośredni związek z postanowieniem zarządców pierwszego lokalnego komercyjnego Radia Łomża (istniejącego od 1 marca 1997 r.) o przystąpieniu do Porozumienia Programowego Plus – to miało miejsce w roku 1999. Od 2005 r. stacja nadaje na podstawie umowy franczyzowej jako Eska Łomża. Z tego powodu w strukturach diecezjalnych (był w tym duży wkład bp Stanisława Stefanka (przyp.)) zapadła decyzja o utworzeniu własnego programu.
Dyrektorem placówki został ks. Krzysztof Jurczak. Pierwszą audycję nadano 2 grudnia 2001 r. Początkowo program trwał po 15 godzin, dziś radio nadaje całą dobę. Radio weszło w skład diecezjalnej SpesMediaGroup z początkiem 2012 roku.
Począwszy od tego roku, od dziesiątych urodzin stacji, wręcza ona statuetki Gołębie Nadziei (przyp.) przedstawiające ptaka z mikrofonem. Co rok otrzymuje je 10 osób zasłużonych dla rozgłośni. Jest też inicjatorem wydarzeń regionalnych, w tym Letniego Kina Nadziei.
W latach 2010–22 radiem kierował ks. dr Tomasz Olszewski. Obecnym dyrektorem jest ksiądz Mariusz Szulc.

## Lista nadajników[12]
- Łomża: Komin MPEC (103,6 MHz; 10 kW);
- Ostrołęka: Kościół Zbawiciela Świata (93,9 MHz; 0,2 kW);
- Grajewo: Kościół Św. Jana Pawła II (93,8 MHz; 0,5 kW).